# Immortal peruana
La Immortal peruana és el nom donat a una espectacular partida d'escacs jugada pel Gran Mestre peruà Esteban Canal contra un aficionat desconegut en una exhibició de simultànies que va fer a Budapest el 1934. En només catorze moviments, Canal va sacrificar les seves torres i la seva dama, per finalitzar amb el mat de Boden.
Julius du Mont la va titllar de «partida encantadora». Irving Chernev escriu: «En tretze moviments, Canal sacrifica tant les torres com la dama, i després fa mat en el seu catorzè moviment!... Un home podria jugar un milió de partides d'escacs i mai duplicar la gesta de Canal». Fred Reinfeld escriu:
Quan Anderssen va sacrificar dues torres, la dama, etc. contra Kieseritzky, el producte final es va descriure com a 'la partida Immortal'. Hauria estat més acurat dir-ne 'una partida immortal', ja que des de llavors hi ha hagut diverses altres aspirants a aquesta denominació. No menys mereixedora n'és aquesta petita gemma, a què Canal podria haver-hi dedicat menys de cinc minuts. La partida té la qualitat d'una improvisació de Liszt.
|  |

## La partida
Blanques: Esteban Canal
Negres: NN
Obertura: Defensa escandinava (ECO B01)
Lloc: Budapest, 1934
|   | a | b | c | d | e | f | g | h |   |
| 8 | c8 negres rei · d8 negres torre · g8 negres cavall · h8 negres torre · a7 negres peó · b7 negres peó · d7 negres cavall · f7 negres peó · g7 negres peó · h7 negres peó · c6 negres peó · e6 negres peó · a5 negres dama · b4 negres alfil · d4 blanques peó · f4 blanques alfil · a3 blanques peó · c3 blanques cavall · f3 blanques dama · h3 blanques peó · b2 blanques peó · c2 blanques peó · e2 blanques alfil · f2 blanques peó · g2 blanques peó · a1 blanques torre · e1 blanques rei · h1 blanques torre | c8 negres rei · d8 negres torre · g8 negres cavall · h8 negres torre · a7 negres peó · b7 negres peó · d7 negres cavall · f7 negres peó · g7 negres peó · h7 negres peó · c6 negres peó · e6 negres peó · a5 negres dama · b4 negres alfil · d4 blanques peó · f4 blanques alfil · a3 blanques peó · c3 blanques cavall · f3 blanques dama · h3 blanques peó · b2 blanques peó · c2 blanques peó · e2 blanques alfil · f2 blanques peó · g2 blanques peó · a1 blanques torre · e1 blanques rei · h1 blanques torre | c8 negres rei · d8 negres torre · g8 negres cavall · h8 negres torre · a7 negres peó · b7 negres peó · d7 negres cavall · f7 negres peó · g7 negres peó · h7 negres peó · c6 negres peó · e6 negres peó · a5 negres dama · b4 negres alfil · d4 blanques peó · f4 blanques alfil · a3 blanques peó · c3 blanques cavall · f3 blanques dama · h3 blanques peó · b2 blanques peó · c2 blanques peó · e2 blanques alfil · f2 blanques peó · g2 blanques peó · a1 blanques torre · e1 blanques rei · h1 blanques torre | c8 negres rei · d8 negres torre · g8 negres cavall · h8 negres torre · a7 negres peó · b7 negres peó · d7 negres cavall · f7 negres peó · g7 negres peó · h7 negres peó · c6 negres peó · e6 negres peó · a5 negres dama · b4 negres alfil · d4 blanques peó · f4 blanques alfil · a3 blanques peó · c3 blanques cavall · f3 blanques dama · h3 blanques peó · b2 blanques peó · c2 blanques peó · e2 blanques alfil · f2 blanques peó · g2 blanques peó · a1 blanques torre · e1 blanques rei · h1 blanques torre | c8 negres rei · d8 negres torre · g8 negres cavall · h8 negres torre · a7 negres peó · b7 negres peó · d7 negres cavall · f7 negres peó · g7 negres peó · h7 negres peó · c6 negres peó · e6 negres peó · a5 negres dama · b4 negres alfil · d4 blanques peó · f4 blanques alfil · a3 blanques peó · c3 blanques cavall · f3 blanques dama · h3 blanques peó · b2 blanques peó · c2 blanques peó · e2 blanques alfil · f2 blanques peó · g2 blanques peó · a1 blanques torre · e1 blanques rei · h1 blanques torre | c8 negres rei · d8 negres torre · g8 negres cavall · h8 negres torre · a7 negres peó · b7 negres peó · d7 negres cavall · f7 negres peó · g7 negres peó · h7 negres peó · c6 negres peó · e6 negres peó · a5 negres dama · b4 negres alfil · d4 blanques peó · f4 blanques alfil · a3 blanques peó · c3 blanques cavall · f3 blanques dama · h3 blanques peó · b2 blanques peó · c2 blanques peó · e2 blanques alfil · f2 blanques peó · g2 blanques peó · a1 blanques torre · e1 blanques rei · h1 blanques torre | c8 negres rei · d8 negres torre · g8 negres cavall · h8 negres torre · a7 negres peó · b7 negres peó · d7 negres cavall · f7 negres peó · g7 negres peó · h7 negres peó · c6 negres peó · e6 negres peó · a5 negres dama · b4 negres alfil · d4 blanques peó · f4 blanques alfil · a3 blanques peó · c3 blanques cavall · f3 blanques dama · h3 blanques peó · b2 blanques peó · c2 blanques peó · e2 blanques alfil · f2 blanques peó · g2 blanques peó · a1 blanques torre · e1 blanques rei · h1 blanques torre | c8 negres rei · d8 negres torre · g8 negres cavall · h8 negres torre · a7 negres peó · b7 negres peó · d7 negres cavall · f7 negres peó · g7 negres peó · h7 negres peó · c6 negres peó · e6 negres peó · a5 negres dama · b4 negres alfil · d4 blanques peó · f4 blanques alfil · a3 blanques peó · c3 blanques cavall · f3 blanques dama · h3 blanques peó · b2 blanques peó · c2 blanques peó · e2 blanques alfil · f2 blanques peó · g2 blanques peó · a1 blanques torre · e1 blanques rei · h1 blanques torre | 8 |
| 7 | c8 negres rei · d8 negres torre · g8 negres cavall · h8 negres torre · a7 negres peó · b7 negres peó · d7 negres cavall · f7 negres peó · g7 negres peó · h7 negres peó · c6 negres peó · e6 negres peó · a5 negres dama · b4 negres alfil · d4 blanques peó · f4 blanques alfil · a3 blanques peó · c3 blanques cavall · f3 blanques dama · h3 blanques peó · b2 blanques peó · c2 blanques peó · e2 blanques alfil · f2 blanques peó · g2 blanques peó · a1 blanques torre · e1 blanques rei · h1 blanques torre | c8 negres rei · d8 negres torre · g8 negres cavall · h8 negres torre · a7 negres peó · b7 negres peó · d7 negres cavall · f7 negres peó · g7 negres peó · h7 negres peó · c6 negres peó · e6 negres peó · a5 negres dama · b4 negres alfil · d4 blanques peó · f4 blanques alfil · a3 blanques peó · c3 blanques cavall · f3 blanques dama · h3 blanques peó · b2 blanques peó · c2 blanques peó · e2 blanques alfil · f2 blanques peó · g2 blanques peó · a1 blanques torre · e1 blanques rei · h1 blanques torre | c8 negres rei · d8 negres torre · g8 negres cavall · h8 negres torre · a7 negres peó · b7 negres peó · d7 negres cavall · f7 negres peó · g7 negres peó · h7 negres peó · c6 negres peó · e6 negres peó · a5 negres dama · b4 negres alfil · d4 blanques peó · f4 blanques alfil · a3 blanques peó · c3 blanques cavall · f3 blanques dama · h3 blanques peó · b2 blanques peó · c2 blanques peó · e2 blanques alfil · f2 blanques peó · g2 blanques peó · a1 blanques torre · e1 blanques rei · h1 blanques torre | c8 negres rei · d8 negres torre · g8 negres cavall · h8 negres torre · a7 negres peó · b7 negres peó · d7 negres cavall · f7 negres peó · g7 negres peó · h7 negres peó · c6 negres peó · e6 negres peó · a5 negres dama · b4 negres alfil · d4 blanques peó · f4 blanques alfil · a3 blanques peó · c3 blanques cavall · f3 blanques dama · h3 blanques peó · b2 blanques peó · c2 blanques peó · e2 blanques alfil · f2 blanques peó · g2 blanques peó · a1 blanques torre · e1 blanques rei · h1 blanques torre | c8 negres rei · d8 negres torre · g8 negres cavall · h8 negres torre · a7 negres peó · b7 negres peó · d7 negres cavall · f7 negres peó · g7 negres peó · h7 negres peó · c6 negres peó · e6 negres peó · a5 negres dama · b4 negres alfil · d4 blanques peó · f4 blanques alfil · a3 blanques peó · c3 blanques cavall · f3 blanques dama · h3 blanques peó · b2 blanques peó · c2 blanques peó · e2 blanques alfil · f2 blanques peó · g2 blanques peó · a1 blanques torre · e1 blanques rei · h1 blanques torre | c8 negres rei · d8 negres torre · g8 negres cavall · h8 negres torre · a7 negres peó · b7 negres peó · d7 negres cavall · f7 negres peó · g7 negres peó · h7 negres peó · c6 negres peó · e6 negres peó · a5 negres dama · b4 negres alfil · d4 blanques peó · f4 blanques alfil · a3 blanques peó · c3 blanques cavall · f3 blanques dama · h3 blanques peó · b2 blanques peó · c2 blanques peó · e2 blanques alfil · f2 blanques peó · g2 blanques peó · a1 blanques torre · e1 blanques rei · h1 blanques torre | c8 negres rei · d8 negres torre · g8 negres cavall · h8 negres torre · a7 negres peó · b7 negres peó · d7 negres cavall · f7 negres peó · g7 negres peó · h7 negres peó · c6 negres peó · e6 negres peó · a5 negres dama · b4 negres alfil · d4 blanques peó · f4 blanques alfil · a3 blanques peó · c3 blanques cavall · f3 blanques dama · h3 blanques peó · b2 blanques peó · c2 blanques peó · e2 blanques alfil · f2 blanques peó · g2 blanques peó · a1 blanques torre · e1 blanques rei · h1 blanques torre | c8 negres rei · d8 negres torre · g8 negres cavall · h8 negres torre · a7 negres peó · b7 negres peó · d7 negres cavall · f7 negres peó · g7 negres peó · h7 negres peó · c6 negres peó · e6 negres peó · a5 negres dama · b4 negres alfil · d4 blanques peó · f4 blanques alfil · a3 blanques peó · c3 blanques cavall · f3 blanques dama · h3 blanques peó · b2 blanques peó · c2 blanques peó · e2 blanques alfil · f2 blanques peó · g2 blanques peó · a1 blanques torre · e1 blanques rei · h1 blanques torre | 7 |
| 6 | c8 negres rei · d8 negres torre · g8 negres cavall · h8 negres torre · a7 negres peó · b7 negres peó · d7 negres cavall · f7 negres peó · g7 negres peó · h7 negres peó · c6 negres peó · e6 negres peó · a5 negres dama · b4 negres alfil · d4 blanques peó · f4 blanques alfil · a3 blanques peó · c3 blanques cavall · f3 blanques dama · h3 blanques peó · b2 blanques peó · c2 blanques peó · e2 blanques alfil · f2 blanques peó · g2 blanques peó · a1 blanques torre · e1 blanques rei · h1 blanques torre | c8 negres rei · d8 negres torre · g8 negres cavall · h8 negres torre · a7 negres peó · b7 negres peó · d7 negres cavall · f7 negres peó · g7 negres peó · h7 negres peó · c6 negres peó · e6 negres peó · a5 negres dama · b4 negres alfil · d4 blanques peó · f4 blanques alfil · a3 blanques peó · c3 blanques cavall · f3 blanques dama · h3 blanques peó · b2 blanques peó · c2 blanques peó · e2 blanques alfil · f2 blanques peó · g2 blanques peó · a1 blanques torre · e1 blanques rei · h1 blanques torre | c8 negres rei · d8 negres torre · g8 negres cavall · h8 negres torre · a7 negres peó · b7 negres peó · d7 negres cavall · f7 negres peó · g7 negres peó · h7 negres peó · c6 negres peó · e6 negres peó · a5 negres dama · b4 negres alfil · d4 blanques peó · f4 blanques alfil · a3 blanques peó · c3 blanques cavall · f3 blanques dama · h3 blanques peó · b2 blanques peó · c2 blanques peó · e2 blanques alfil · f2 blanques peó · g2 blanques peó · a1 blanques torre · e1 blanques rei · h1 blanques torre | c8 negres rei · d8 negres torre · g8 negres cavall · h8 negres torre · a7 negres peó · b7 negres peó · d7 negres cavall · f7 negres peó · g7 negres peó · h7 negres peó · c6 negres peó · e6 negres peó · a5 negres dama · b4 negres alfil · d4 blanques peó · f4 blanques alfil · a3 blanques peó · c3 blanques cavall · f3 blanques dama · h3 blanques peó · b2 blanques peó · c2 blanques peó · e2 blanques alfil · f2 blanques peó · g2 blanques peó · a1 blanques torre · e1 blanques rei · h1 blanques torre | c8 negres rei · d8 negres torre · g8 negres cavall · h8 negres torre · a7 negres peó · b7 negres peó · d7 negres cavall · f7 negres peó · g7 negres peó · h7 negres peó · c6 negres peó · e6 negres peó · a5 negres dama · b4 negres alfil · d4 blanques peó · f4 blanques alfil · a3 blanques peó · c3 blanques cavall · f3 blanques dama · h3 blanques peó · b2 blanques peó · c2 blanques peó · e2 blanques alfil · f2 blanques peó · g2 blanques peó · a1 blanques torre · e1 blanques rei · h1 blanques torre | c8 negres rei · d8 negres torre · g8 negres cavall · h8 negres torre · a7 negres peó · b7 negres peó · d7 negres cavall · f7 negres peó · g7 negres peó · h7 negres peó · c6 negres peó · e6 negres peó · a5 negres dama · b4 negres alfil · d4 blanques peó · f4 blanques alfil · a3 blanques peó · c3 blanques cavall · f3 blanques dama · h3 blanques peó · b2 blanques peó · c2 blanques peó · e2 blanques alfil · f2 blanques peó · g2 blanques peó · a1 blanques torre · e1 blanques rei · h1 blanques torre | c8 negres rei · d8 negres torre · g8 negres cavall · h8 negres torre · a7 negres peó · b7 negres peó · d7 negres cavall · f7 negres peó · g7 negres peó · h7 negres peó · c6 negres peó · e6 negres peó · a5 negres dama · b4 negres alfil · d4 blanques peó · f4 blanques alfil · a3 blanques peó · c3 blanques cavall · f3 blanques dama · h3 blanques peó · b2 blanques peó · c2 blanques peó · e2 blanques alfil · f2 blanques peó · g2 blanques peó · a1 blanques torre · e1 blanques rei · h1 blanques torre | c8 negres rei · d8 negres torre · g8 negres cavall · h8 negres torre · a7 negres peó · b7 negres peó · d7 negres cavall · f7 negres peó · g7 negres peó · h7 negres peó · c6 negres peó · e6 negres peó · a5 negres dama · b4 negres alfil · d4 blanques peó · f4 blanques alfil · a3 blanques peó · c3 blanques cavall · f3 blanques dama · h3 blanques peó · b2 blanques peó · c2 blanques peó · e2 blanques alfil · f2 blanques peó · g2 blanques peó · a1 blanques torre · e1 blanques rei · h1 blanques torre | 6 |
| 5 | c8 negres rei · d8 negres torre · g8 negres cavall · h8 negres torre · a7 negres peó · b7 negres peó · d7 negres cavall · f7 negres peó · g7 negres peó · h7 negres peó · c6 negres peó · e6 negres peó · a5 negres dama · b4 negres alfil · d4 blanques peó · f4 blanques alfil · a3 blanques peó · c3 blanques cavall · f3 blanques dama · h3 blanques peó · b2 blanques peó · c2 blanques peó · e2 blanques alfil · f2 blanques peó · g2 blanques peó · a1 blanques torre · e1 blanques rei · h1 blanques torre | c8 negres rei · d8 negres torre · g8 negres cavall · h8 negres torre · a7 negres peó · b7 negres peó · d7 negres cavall · f7 negres peó · g7 negres peó · h7 negres peó · c6 negres peó · e6 negres peó · a5 negres dama · b4 negres alfil · d4 blanques peó · f4 blanques alfil · a3 blanques peó · c3 blanques cavall · f3 blanques dama · h3 blanques peó · b2 blanques peó · c2 blanques peó · e2 blanques alfil · f2 blanques peó · g2 blanques peó · a1 blanques torre · e1 blanques rei · h1 blanques torre | c8 negres rei · d8 negres torre · g8 negres cavall · h8 negres torre · a7 negres peó · b7 negres peó · d7 negres cavall · f7 negres peó · g7 negres peó · h7 negres peó · c6 negres peó · e6 negres peó · a5 negres dama · b4 negres alfil · d4 blanques peó · f4 blanques alfil · a3 blanques peó · c3 blanques cavall · f3 blanques dama · h3 blanques peó · b2 blanques peó · c2 blanques peó · e2 blanques alfil · f2 blanques peó · g2 blanques peó · a1 blanques torre · e1 blanques rei · h1 blanques torre | c8 negres rei · d8 negres torre · g8 negres cavall · h8 negres torre · a7 negres peó · b7 negres peó · d7 negres cavall · f7 negres peó · g7 negres peó · h7 negres peó · c6 negres peó · e6 negres peó · a5 negres dama · b4 negres alfil · d4 blanques peó · f4 blanques alfil · a3 blanques peó · c3 blanques cavall · f3 blanques dama · h3 blanques peó · b2 blanques peó · c2 blanques peó · e2 blanques alfil · f2 blanques peó · g2 blanques peó · a1 blanques torre · e1 blanques rei · h1 blanques torre | c8 negres rei · d8 negres torre · g8 negres cavall · h8 negres torre · a7 negres peó · b7 negres peó · d7 negres cavall · f7 negres peó · g7 negres peó · h7 negres peó · c6 negres peó · e6 negres peó · a5 negres dama · b4 negres alfil · d4 blanques peó · f4 blanques alfil · a3 blanques peó · c3 blanques cavall · f3 blanques dama · h3 blanques peó · b2 blanques peó · c2 blanques peó · e2 blanques alfil · f2 blanques peó · g2 blanques peó · a1 blanques torre · e1 blanques rei · h1 blanques torre | c8 negres rei · d8 negres torre · g8 negres cavall · h8 negres torre · a7 negres peó · b7 negres peó · d7 negres cavall · f7 negres peó · g7 negres peó · h7 negres peó · c6 negres peó · e6 negres peó · a5 negres dama · b4 negres alfil · d4 blanques peó · f4 blanques alfil · a3 blanques peó · c3 blanques cavall · f3 blanques dama · h3 blanques peó · b2 blanques peó · c2 blanques peó · e2 blanques alfil · f2 blanques peó · g2 blanques peó · a1 blanques torre · e1 blanques rei · h1 blanques torre | c8 negres rei · d8 negres torre · g8 negres cavall · h8 negres torre · a7 negres peó · b7 negres peó · d7 negres cavall · f7 negres peó · g7 negres peó · h7 negres peó · c6 negres peó · e6 negres peó · a5 negres dama · b4 negres alfil · d4 blanques peó · f4 blanques alfil · a3 blanques peó · c3 blanques cavall · f3 blanques dama · h3 blanques peó · b2 blanques peó · c2 blanques peó · e2 blanques alfil · f2 blanques peó · g2 blanques peó · a1 blanques torre · e1 blanques rei · h1 blanques torre | c8 negres rei · d8 negres torre · g8 negres cavall · h8 negres torre · a7 negres peó · b7 negres peó · d7 negres cavall · f7 negres peó · g7 negres peó · h7 negres peó · c6 negres peó · e6 negres peó · a5 negres dama · b4 negres alfil · d4 blanques peó · f4 blanques alfil · a3 blanques peó · c3 blanques cavall · f3 blanques dama · h3 blanques peó · b2 blanques peó · c2 blanques peó · e2 blanques alfil · f2 blanques peó · g2 blanques peó · a1 blanques torre · e1 blanques rei · h1 blanques torre | 5 |
| 4 | c8 negres rei · d8 negres torre · g8 negres cavall · h8 negres torre · a7 negres peó · b7 negres peó · d7 negres cavall · f7 negres peó · g7 negres peó · h7 negres peó · c6 negres peó · e6 negres peó · a5 negres dama · b4 negres alfil · d4 blanques peó · f4 blanques alfil · a3 blanques peó · c3 blanques cavall · f3 blanques dama · h3 blanques peó · b2 blanques peó · c2 blanques peó · e2 blanques alfil · f2 blanques peó · g2 blanques peó · a1 blanques torre · e1 blanques rei · h1 blanques torre | c8 negres rei · d8 negres torre · g8 negres cavall · h8 negres torre · a7 negres peó · b7 negres peó · d7 negres cavall · f7 negres peó · g7 negres peó · h7 negres peó · c6 negres peó · e6 negres peó · a5 negres dama · b4 negres alfil · d4 blanques peó · f4 blanques alfil · a3 blanques peó · c3 blanques cavall · f3 blanques dama · h3 blanques peó · b2 blanques peó · c2 blanques peó · e2 blanques alfil · f2 blanques peó · g2 blanques peó · a1 blanques torre · e1 blanques rei · h1 blanques torre | c8 negres rei · d8 negres torre · g8 negres cavall · h8 negres torre · a7 negres peó · b7 negres peó · d7 negres cavall · f7 negres peó · g7 negres peó · h7 negres peó · c6 negres peó · e6 negres peó · a5 negres dama · b4 negres alfil · d4 blanques peó · f4 blanques alfil · a3 blanques peó · c3 blanques cavall · f3 blanques dama · h3 blanques peó · b2 blanques peó · c2 blanques peó · e2 blanques alfil · f2 blanques peó · g2 blanques peó · a1 blanques torre · e1 blanques rei · h1 blanques torre | c8 negres rei · d8 negres torre · g8 negres cavall · h8 negres torre · a7 negres peó · b7 negres peó · d7 negres cavall · f7 negres peó · g7 negres peó · h7 negres peó · c6 negres peó · e6 negres peó · a5 negres dama · b4 negres alfil · d4 blanques peó · f4 blanques alfil · a3 blanques peó · c3 blanques cavall · f3 blanques dama · h3 blanques peó · b2 blanques peó · c2 blanques peó · e2 blanques alfil · f2 blanques peó · g2 blanques peó · a1 blanques torre · e1 blanques rei · h1 blanques torre | c8 negres rei · d8 negres torre · g8 negres cavall · h8 negres torre · a7 negres peó · b7 negres peó · d7 negres cavall · f7 negres peó · g7 negres peó · h7 negres peó · c6 negres peó · e6 negres peó · a5 negres dama · b4 negres alfil · d4 blanques peó · f4 blanques alfil · a3 blanques peó · c3 blanques cavall · f3 blanques dama · h3 blanques peó · b2 blanques peó · c2 blanques peó · e2 blanques alfil · f2 blanques peó · g2 blanques peó · a1 blanques torre · e1 blanques rei · h1 blanques torre | c8 negres rei · d8 negres torre · g8 negres cavall · h8 negres torre · a7 negres peó · b7 negres peó · d7 negres cavall · f7 negres peó · g7 negres peó · h7 negres peó · c6 negres peó · e6 negres peó · a5 negres dama · b4 negres alfil · d4 blanques peó · f4 blanques alfil · a3 blanques peó · c3 blanques cavall · f3 blanques dama · h3 blanques peó · b2 blanques peó · c2 blanques peó · e2 blanques alfil · f2 blanques peó · g2 blanques peó · a1 blanques torre · e1 blanques rei · h1 blanques torre | c8 negres rei · d8 negres torre · g8 negres cavall · h8 negres torre · a7 negres peó · b7 negres peó · d7 negres cavall · f7 negres peó · g7 negres peó · h7 negres peó · c6 negres peó · e6 negres peó · a5 negres dama · b4 negres alfil · d4 blanques peó · f4 blanques alfil · a3 blanques peó · c3 blanques cavall · f3 blanques dama · h3 blanques peó · b2 blanques peó · c2 blanques peó · e2 blanques alfil · f2 blanques peó · g2 blanques peó · a1 blanques torre · e1 blanques rei · h1 blanques torre | c8 negres rei · d8 negres torre · g8 negres cavall · h8 negres torre · a7 negres peó · b7 negres peó · d7 negres cavall · f7 negres peó · g7 negres peó · h7 negres peó · c6 negres peó · e6 negres peó · a5 negres dama · b4 negres alfil · d4 blanques peó · f4 blanques alfil · a3 blanques peó · c3 blanques cavall · f3 blanques dama · h3 blanques peó · b2 blanques peó · c2 blanques peó · e2 blanques alfil · f2 blanques peó · g2 blanques peó · a1 blanques torre · e1 blanques rei · h1 blanques torre | 4 |
| 3 | c8 negres rei · d8 negres torre · g8 negres cavall · h8 negres torre · a7 negres peó · b7 negres peó · d7 negres cavall · f7 negres peó · g7 negres peó · h7 negres peó · c6 negres peó · e6 negres peó · a5 negres dama · b4 negres alfil · d4 blanques peó · f4 blanques alfil · a3 blanques peó · c3 blanques cavall · f3 blanques dama · h3 blanques peó · b2 blanques peó · c2 blanques peó · e2 blanques alfil · f2 blanques peó · g2 blanques peó · a1 blanques torre · e1 blanques rei · h1 blanques torre | c8 negres rei · d8 negres torre · g8 negres cavall · h8 negres torre · a7 negres peó · b7 negres peó · d7 negres cavall · f7 negres peó · g7 negres peó · h7 negres peó · c6 negres peó · e6 negres peó · a5 negres dama · b4 negres alfil · d4 blanques peó · f4 blanques alfil · a3 blanques peó · c3 blanques cavall · f3 blanques dama · h3 blanques peó · b2 blanques peó · c2 blanques peó · e2 blanques alfil · f2 blanques peó · g2 blanques peó · a1 blanques torre · e1 blanques rei · h1 blanques torre | c8 negres rei · d8 negres torre · g8 negres cavall · h8 negres torre · a7 negres peó · b7 negres peó · d7 negres cavall · f7 negres peó · g7 negres peó · h7 negres peó · c6 negres peó · e6 negres peó · a5 negres dama · b4 negres alfil · d4 blanques peó · f4 blanques alfil · a3 blanques peó · c3 blanques cavall · f3 blanques dama · h3 blanques peó · b2 blanques peó · c2 blanques peó · e2 blanques alfil · f2 blanques peó · g2 blanques peó · a1 blanques torre · e1 blanques rei · h1 blanques torre | c8 negres rei · d8 negres torre · g8 negres cavall · h8 negres torre · a7 negres peó · b7 negres peó · d7 negres cavall · f7 negres peó · g7 negres peó · h7 negres peó · c6 negres peó · e6 negres peó · a5 negres dama · b4 negres alfil · d4 blanques peó · f4 blanques alfil · a3 blanques peó · c3 blanques cavall · f3 blanques dama · h3 blanques peó · b2 blanques peó · c2 blanques peó · e2 blanques alfil · f2 blanques peó · g2 blanques peó · a1 blanques torre · e1 blanques rei · h1 blanques torre | c8 negres rei · d8 negres torre · g8 negres cavall · h8 negres torre · a7 negres peó · b7 negres peó · d7 negres cavall · f7 negres peó · g7 negres peó · h7 negres peó · c6 negres peó · e6 negres peó · a5 negres dama · b4 negres alfil · d4 blanques peó · f4 blanques alfil · a3 blanques peó · c3 blanques cavall · f3 blanques dama · h3 blanques peó · b2 blanques peó · c2 blanques peó · e2 blanques alfil · f2 blanques peó · g2 blanques peó · a1 blanques torre · e1 blanques rei · h1 blanques torre | c8 negres rei · d8 negres torre · g8 negres cavall · h8 negres torre · a7 negres peó · b7 negres peó · d7 negres cavall · f7 negres peó · g7 negres peó · h7 negres peó · c6 negres peó · e6 negres peó · a5 negres dama · b4 negres alfil · d4 blanques peó · f4 blanques alfil · a3 blanques peó · c3 blanques cavall · f3 blanques dama · h3 blanques peó · b2 blanques peó · c2 blanques peó · e2 blanques alfil · f2 blanques peó · g2 blanques peó · a1 blanques torre · e1 blanques rei · h1 blanques torre | c8 negres rei · d8 negres torre · g8 negres cavall · h8 negres torre · a7 negres peó · b7 negres peó · d7 negres cavall · f7 negres peó · g7 negres peó · h7 negres peó · c6 negres peó · e6 negres peó · a5 negres dama · b4 negres alfil · d4 blanques peó · f4 blanques alfil · a3 blanques peó · c3 blanques cavall · f3 blanques dama · h3 blanques peó · b2 blanques peó · c2 blanques peó · e2 blanques alfil · f2 blanques peó · g2 blanques peó · a1 blanques torre · e1 blanques rei · h1 blanques torre | c8 negres rei · d8 negres torre · g8 negres cavall · h8 negres torre · a7 negres peó · b7 negres peó · d7 negres cavall · f7 negres peó · g7 negres peó · h7 negres peó · c6 negres peó · e6 negres peó · a5 negres dama · b4 negres alfil · d4 blanques peó · f4 blanques alfil · a3 blanques peó · c3 blanques cavall · f3 blanques dama · h3 blanques peó · b2 blanques peó · c2 blanques peó · e2 blanques alfil · f2 blanques peó · g2 blanques peó · a1 blanques torre · e1 blanques rei · h1 blanques torre | 3 |
| 2 | c8 negres rei · d8 negres torre · g8 negres cavall · h8 negres torre · a7 negres peó · b7 negres peó · d7 negres cavall · f7 negres peó · g7 negres peó · h7 negres peó · c6 negres peó · e6 negres peó · a5 negres dama · b4 negres alfil · d4 blanques peó · f4 blanques alfil · a3 blanques peó · c3 blanques cavall · f3 blanques dama · h3 blanques peó · b2 blanques peó · c2 blanques peó · e2 blanques alfil · f2 blanques peó · g2 blanques peó · a1 blanques torre · e1 blanques rei · h1 blanques torre | c8 negres rei · d8 negres torre · g8 negres cavall · h8 negres torre · a7 negres peó · b7 negres peó · d7 negres cavall · f7 negres peó · g7 negres peó · h7 negres peó · c6 negres peó · e6 negres peó · a5 negres dama · b4 negres alfil · d4 blanques peó · f4 blanques alfil · a3 blanques peó · c3 blanques cavall · f3 blanques dama · h3 blanques peó · b2 blanques peó · c2 blanques peó · e2 blanques alfil · f2 blanques peó · g2 blanques peó · a1 blanques torre · e1 blanques rei · h1 blanques torre | c8 negres rei · d8 negres torre · g8 negres cavall · h8 negres torre · a7 negres peó · b7 negres peó · d7 negres cavall · f7 negres peó · g7 negres peó · h7 negres peó · c6 negres peó · e6 negres peó · a5 negres dama · b4 negres alfil · d4 blanques peó · f4 blanques alfil · a3 blanques peó · c3 blanques cavall · f3 blanques dama · h3 blanques peó · b2 blanques peó · c2 blanques peó · e2 blanques alfil · f2 blanques peó · g2 blanques peó · a1 blanques torre · e1 blanques rei · h1 blanques torre | c8 negres rei · d8 negres torre · g8 negres cavall · h8 negres torre · a7 negres peó · b7 negres peó · d7 negres cavall · f7 negres peó · g7 negres peó · h7 negres peó · c6 negres peó · e6 negres peó · a5 negres dama · b4 negres alfil · d4 blanques peó · f4 blanques alfil · a3 blanques peó · c3 blanques cavall · f3 blanques dama · h3 blanques peó · b2 blanques peó · c2 blanques peó · e2 blanques alfil · f2 blanques peó · g2 blanques peó · a1 blanques torre · e1 blanques rei · h1 blanques torre | c8 negres rei · d8 negres torre · g8 negres cavall · h8 negres torre · a7 negres peó · b7 negres peó · d7 negres cavall · f7 negres peó · g7 negres peó · h7 negres peó · c6 negres peó · e6 negres peó · a5 negres dama · b4 negres alfil · d4 blanques peó · f4 blanques alfil · a3 blanques peó · c3 blanques cavall · f3 blanques dama · h3 blanques peó · b2 blanques peó · c2 blanques peó · e2 blanques alfil · f2 blanques peó · g2 blanques peó · a1 blanques torre · e1 blanques rei · h1 blanques torre | c8 negres rei · d8 negres torre · g8 negres cavall · h8 negres torre · a7 negres peó · b7 negres peó · d7 negres cavall · f7 negres peó · g7 negres peó · h7 negres peó · c6 negres peó · e6 negres peó · a5 negres dama · b4 negres alfil · d4 blanques peó · f4 blanques alfil · a3 blanques peó · c3 blanques cavall · f3 blanques dama · h3 blanques peó · b2 blanques peó · c2 blanques peó · e2 blanques alfil · f2 blanques peó · g2 blanques peó · a1 blanques torre · e1 blanques rei · h1 blanques torre | c8 negres rei · d8 negres torre · g8 negres cavall · h8 negres torre · a7 negres peó · b7 negres peó · d7 negres cavall · f7 negres peó · g7 negres peó · h7 negres peó · c6 negres peó · e6 negres peó · a5 negres dama · b4 negres alfil · d4 blanques peó · f4 blanques alfil · a3 blanques peó · c3 blanques cavall · f3 blanques dama · h3 blanques peó · b2 blanques peó · c2 blanques peó · e2 blanques alfil · f2 blanques peó · g2 blanques peó · a1 blanques torre · e1 blanques rei · h1 blanques torre | c8 negres rei · d8 negres torre · g8 negres cavall · h8 negres torre · a7 negres peó · b7 negres peó · d7 negres cavall · f7 negres peó · g7 negres peó · h7 negres peó · c6 negres peó · e6 negres peó · a5 negres dama · b4 negres alfil · d4 blanques peó · f4 blanques alfil · a3 blanques peó · c3 blanques cavall · f3 blanques dama · h3 blanques peó · b2 blanques peó · c2 blanques peó · e2 blanques alfil · f2 blanques peó · g2 blanques peó · a1 blanques torre · e1 blanques rei · h1 blanques torre | 2 |
| 1 | c8 negres rei · d8 negres torre · g8 negres cavall · h8 negres torre · a7 negres peó · b7 negres peó · d7 negres cavall · f7 negres peó · g7 negres peó · h7 negres peó · c6 negres peó · e6 negres peó · a5 negres dama · b4 negres alfil · d4 blanques peó · f4 blanques alfil · a3 blanques peó · c3 blanques cavall · f3 blanques dama · h3 blanques peó · b2 blanques peó · c2 blanques peó · e2 blanques alfil · f2 blanques peó · g2 blanques peó · a1 blanques torre · e1 blanques rei · h1 blanques torre | c8 negres rei · d8 negres torre · g8 negres cavall · h8 negres torre · a7 negres peó · b7 negres peó · d7 negres cavall · f7 negres peó · g7 negres peó · h7 negres peó · c6 negres peó · e6 negres peó · a5 negres dama · b4 negres alfil · d4 blanques peó · f4 blanques alfil · a3 blanques peó · c3 blanques cavall · f3 blanques dama · h3 blanques peó · b2 blanques peó · c2 blanques peó · e2 blanques alfil · f2 blanques peó · g2 blanques peó · a1 blanques torre · e1 blanques rei · h1 blanques torre | c8 negres rei · d8 negres torre · g8 negres cavall · h8 negres torre · a7 negres peó · b7 negres peó · d7 negres cavall · f7 negres peó · g7 negres peó · h7 negres peó · c6 negres peó · e6 negres peó · a5 negres dama · b4 negres alfil · d4 blanques peó · f4 blanques alfil · a3 blanques peó · c3 blanques cavall · f3 blanques dama · h3 blanques peó · b2 blanques peó · c2 blanques peó · e2 blanques alfil · f2 blanques peó · g2 blanques peó · a1 blanques torre · e1 blanques rei · h1 blanques torre | c8 negres rei · d8 negres torre · g8 negres cavall · h8 negres torre · a7 negres peó · b7 negres peó · d7 negres cavall · f7 negres peó · g7 negres peó · h7 negres peó · c6 negres peó · e6 negres peó · a5 negres dama · b4 negres alfil · d4 blanques peó · f4 blanques alfil · a3 blanques peó · c3 blanques cavall · f3 blanques dama · h3 blanques peó · b2 blanques peó · c2 blanques peó · e2 blanques alfil · f2 blanques peó · g2 blanques peó · a1 blanques torre · e1 blanques rei · h1 blanques torre | c8 negres rei · d8 negres torre · g8 negres cavall · h8 negres torre · a7 negres peó · b7 negres peó · d7 negres cavall · f7 negres peó · g7 negres peó · h7 negres peó · c6 negres peó · e6 negres peó · a5 negres dama · b4 negres alfil · d4 blanques peó · f4 blanques alfil · a3 blanques peó · c3 blanques cavall · f3 blanques dama · h3 blanques peó · b2 blanques peó · c2 blanques peó · e2 blanques alfil · f2 blanques peó · g2 blanques peó · a1 blanques torre · e1 blanques rei · h1 blanques torre | c8 negres rei · d8 negres torre · g8 negres cavall · h8 negres torre · a7 negres peó · b7 negres peó · d7 negres cavall · f7 negres peó · g7 negres peó · h7 negres peó · c6 negres peó · e6 negres peó · a5 negres dama · b4 negres alfil · d4 blanques peó · f4 blanques alfil · a3 blanques peó · c3 blanques cavall · f3 blanques dama · h3 blanques peó · b2 blanques peó · c2 blanques peó · e2 blanques alfil · f2 blanques peó · g2 blanques peó · a1 blanques torre · e1 blanques rei · h1 blanques torre | c8 negres rei · d8 negres torre · g8 negres cavall · h8 negres torre · a7 negres peó · b7 negres peó · d7 negres cavall · f7 negres peó · g7 negres peó · h7 negres peó · c6 negres peó · e6 negres peó · a5 negres dama · b4 negres alfil · d4 blanques peó · f4 blanques alfil · a3 blanques peó · c3 blanques cavall · f3 blanques dama · h3 blanques peó · b2 blanques peó · c2 blanques peó · e2 blanques alfil · f2 blanques peó · g2 blanques peó · a1 blanques torre · e1 blanques rei · h1 blanques torre | c8 negres rei · d8 negres torre · g8 negres cavall · h8 negres torre · a7 negres peó · b7 negres peó · d7 negres cavall · f7 negres peó · g7 negres peó · h7 negres peó · c6 negres peó · e6 negres peó · a5 negres dama · b4 negres alfil · d4 blanques peó · f4 blanques alfil · a3 blanques peó · c3 blanques cavall · f3 blanques dama · h3 blanques peó · b2 blanques peó · c2 blanques peó · e2 blanques alfil · f2 blanques peó · g2 blanques peó · a1 blanques torre · e1 blanques rei · h1 blanques torre | 1 |
|   | a | b | c | d | e | f | g | h |   |

1. e4 d5 2. exd5 Dxd5 3. Cc3 Da5 4. d4 c6 5. Cf3 Ag4 6. Af4 e6 7. h3 Axf3 8. Dxf3 Ab4 9. Ae2 Cd7 10. a3 0-0-0??
En un altre llibre, Reinfeld escriu: «Les negres pensen erròniament que [11.axb4] està fora de discussió. Però les blanques, en veure més enllà i confiar en la seva excel·lent posició d'atac, tenen una continuació sorprenent». Iakov Neishtadt escriu: «Les negres estan convençudes que el seu oponent no pot prendre l'alfil. De fet, aquest hauria estat el cas si no haguessin jugat 10.(...) 0-0-0, sinó 10.(...) Cgf6». Seirawan i Minev aconsellen: «Lema: Pensa-t'ho dos cops abans d'enrocar al flanc de dama!»
11. axb4!!
Si tant a6 com a c6 no estan protegits per peces negres, les negres podrien ser derrotades instantàniament amb un mat de Boden, per la qual cosa les blanques comencen a desviar per la força la dama negra que protegeix aquestes dues caselles.
11.(...) Dxa1+
Si les negres juguen 11.(...) Db6 per protegir a6 i c6, les blanques podrien continuar atacant la dama negra amb 12.Ca4 (12.(...) Dxb4+? 13.c3), la dama negra difícilment pot escapar de l'atac mentre protegeix a6 o c6.
12. Rd2!
Una altra desviació! Ara les negres estan condemnades, perquè després de capturar la torre blanca d'a1, les negres perden l'última oportunitat de protegir c6, i la dama negra no pot romandre a la columna a per protegir a6.
12.(...) Dxh1
Reinfeld escriu: «Preferible era 12.(...) Ce5 13.Axe5 Dxh1 14.Dxf7 Td7 (divertit seria 14.(...) C76 Dxe6+! Td7 16.Ag4 Thd8 17.Dd6! forçant el mat) 15.De8+ Td8 16.Dxe6+ Td7 17.De8+ Td8 18.Ag4#!»
13.Dxc6+! bxc6 14.Aa6# 1–0
|   | a | b | c | d | e | f | g | h |   |
| 8 | c8 negres rei · d8 negres torre · g8 negres cavall · h8 negres torre · a7 negres peó · d7 negres cavall · f7 negres peó · g7 negres peó · h7 negres peó · a6 blanques alfil · c6 negres peó · e6 negres peó · b4 blanques peó · d4 blanques peó · f4 blanques alfil · c3 blanques cavall · h3 blanques peó · b2 blanques peó · c2 blanques peó · d2 blanques rei · f2 blanques peó · g2 blanques peó · h1 negres dama | c8 negres rei · d8 negres torre · g8 negres cavall · h8 negres torre · a7 negres peó · d7 negres cavall · f7 negres peó · g7 negres peó · h7 negres peó · a6 blanques alfil · c6 negres peó · e6 negres peó · b4 blanques peó · d4 blanques peó · f4 blanques alfil · c3 blanques cavall · h3 blanques peó · b2 blanques peó · c2 blanques peó · d2 blanques rei · f2 blanques peó · g2 blanques peó · h1 negres dama | c8 negres rei · d8 negres torre · g8 negres cavall · h8 negres torre · a7 negres peó · d7 negres cavall · f7 negres peó · g7 negres peó · h7 negres peó · a6 blanques alfil · c6 negres peó · e6 negres peó · b4 blanques peó · d4 blanques peó · f4 blanques alfil · c3 blanques cavall · h3 blanques peó · b2 blanques peó · c2 blanques peó · d2 blanques rei · f2 blanques peó · g2 blanques peó · h1 negres dama | c8 negres rei · d8 negres torre · g8 negres cavall · h8 negres torre · a7 negres peó · d7 negres cavall · f7 negres peó · g7 negres peó · h7 negres peó · a6 blanques alfil · c6 negres peó · e6 negres peó · b4 blanques peó · d4 blanques peó · f4 blanques alfil · c3 blanques cavall · h3 blanques peó · b2 blanques peó · c2 blanques peó · d2 blanques rei · f2 blanques peó · g2 blanques peó · h1 negres dama | c8 negres rei · d8 negres torre · g8 negres cavall · h8 negres torre · a7 negres peó · d7 negres cavall · f7 negres peó · g7 negres peó · h7 negres peó · a6 blanques alfil · c6 negres peó · e6 negres peó · b4 blanques peó · d4 blanques peó · f4 blanques alfil · c3 blanques cavall · h3 blanques peó · b2 blanques peó · c2 blanques peó · d2 blanques rei · f2 blanques peó · g2 blanques peó · h1 negres dama | c8 negres rei · d8 negres torre · g8 negres cavall · h8 negres torre · a7 negres peó · d7 negres cavall · f7 negres peó · g7 negres peó · h7 negres peó · a6 blanques alfil · c6 negres peó · e6 negres peó · b4 blanques peó · d4 blanques peó · f4 blanques alfil · c3 blanques cavall · h3 blanques peó · b2 blanques peó · c2 blanques peó · d2 blanques rei · f2 blanques peó · g2 blanques peó · h1 negres dama | c8 negres rei · d8 negres torre · g8 negres cavall · h8 negres torre · a7 negres peó · d7 negres cavall · f7 negres peó · g7 negres peó · h7 negres peó · a6 blanques alfil · c6 negres peó · e6 negres peó · b4 blanques peó · d4 blanques peó · f4 blanques alfil · c3 blanques cavall · h3 blanques peó · b2 blanques peó · c2 blanques peó · d2 blanques rei · f2 blanques peó · g2 blanques peó · h1 negres dama | c8 negres rei · d8 negres torre · g8 negres cavall · h8 negres torre · a7 negres peó · d7 negres cavall · f7 negres peó · g7 negres peó · h7 negres peó · a6 blanques alfil · c6 negres peó · e6 negres peó · b4 blanques peó · d4 blanques peó · f4 blanques alfil · c3 blanques cavall · h3 blanques peó · b2 blanques peó · c2 blanques peó · d2 blanques rei · f2 blanques peó · g2 blanques peó · h1 negres dama | 8 |
| 7 | c8 negres rei · d8 negres torre · g8 negres cavall · h8 negres torre · a7 negres peó · d7 negres cavall · f7 negres peó · g7 negres peó · h7 negres peó · a6 blanques alfil · c6 negres peó · e6 negres peó · b4 blanques peó · d4 blanques peó · f4 blanques alfil · c3 blanques cavall · h3 blanques peó · b2 blanques peó · c2 blanques peó · d2 blanques rei · f2 blanques peó · g2 blanques peó · h1 negres dama | c8 negres rei · d8 negres torre · g8 negres cavall · h8 negres torre · a7 negres peó · d7 negres cavall · f7 negres peó · g7 negres peó · h7 negres peó · a6 blanques alfil · c6 negres peó · e6 negres peó · b4 blanques peó · d4 blanques peó · f4 blanques alfil · c3 blanques cavall · h3 blanques peó · b2 blanques peó · c2 blanques peó · d2 blanques rei · f2 blanques peó · g2 blanques peó · h1 negres dama | c8 negres rei · d8 negres torre · g8 negres cavall · h8 negres torre · a7 negres peó · d7 negres cavall · f7 negres peó · g7 negres peó · h7 negres peó · a6 blanques alfil · c6 negres peó · e6 negres peó · b4 blanques peó · d4 blanques peó · f4 blanques alfil · c3 blanques cavall · h3 blanques peó · b2 blanques peó · c2 blanques peó · d2 blanques rei · f2 blanques peó · g2 blanques peó · h1 negres dama | c8 negres rei · d8 negres torre · g8 negres cavall · h8 negres torre · a7 negres peó · d7 negres cavall · f7 negres peó · g7 negres peó · h7 negres peó · a6 blanques alfil · c6 negres peó · e6 negres peó · b4 blanques peó · d4 blanques peó · f4 blanques alfil · c3 blanques cavall · h3 blanques peó · b2 blanques peó · c2 blanques peó · d2 blanques rei · f2 blanques peó · g2 blanques peó · h1 negres dama | c8 negres rei · d8 negres torre · g8 negres cavall · h8 negres torre · a7 negres peó · d7 negres cavall · f7 negres peó · g7 negres peó · h7 negres peó · a6 blanques alfil · c6 negres peó · e6 negres peó · b4 blanques peó · d4 blanques peó · f4 blanques alfil · c3 blanques cavall · h3 blanques peó · b2 blanques peó · c2 blanques peó · d2 blanques rei · f2 blanques peó · g2 blanques peó · h1 negres dama | c8 negres rei · d8 negres torre · g8 negres cavall · h8 negres torre · a7 negres peó · d7 negres cavall · f7 negres peó · g7 negres peó · h7 negres peó · a6 blanques alfil · c6 negres peó · e6 negres peó · b4 blanques peó · d4 blanques peó · f4 blanques alfil · c3 blanques cavall · h3 blanques peó · b2 blanques peó · c2 blanques peó · d2 blanques rei · f2 blanques peó · g2 blanques peó · h1 negres dama | c8 negres rei · d8 negres torre · g8 negres cavall · h8 negres torre · a7 negres peó · d7 negres cavall · f7 negres peó · g7 negres peó · h7 negres peó · a6 blanques alfil · c6 negres peó · e6 negres peó · b4 blanques peó · d4 blanques peó · f4 blanques alfil · c3 blanques cavall · h3 blanques peó · b2 blanques peó · c2 blanques peó · d2 blanques rei · f2 blanques peó · g2 blanques peó · h1 negres dama | c8 negres rei · d8 negres torre · g8 negres cavall · h8 negres torre · a7 negres peó · d7 negres cavall · f7 negres peó · g7 negres peó · h7 negres peó · a6 blanques alfil · c6 negres peó · e6 negres peó · b4 blanques peó · d4 blanques peó · f4 blanques alfil · c3 blanques cavall · h3 blanques peó · b2 blanques peó · c2 blanques peó · d2 blanques rei · f2 blanques peó · g2 blanques peó · h1 negres dama | 7 |
| 6 | c8 negres rei · d8 negres torre · g8 negres cavall · h8 negres torre · a7 negres peó · d7 negres cavall · f7 negres peó · g7 negres peó · h7 negres peó · a6 blanques alfil · c6 negres peó · e6 negres peó · b4 blanques peó · d4 blanques peó · f4 blanques alfil · c3 blanques cavall · h3 blanques peó · b2 blanques peó · c2 blanques peó · d2 blanques rei · f2 blanques peó · g2 blanques peó · h1 negres dama | c8 negres rei · d8 negres torre · g8 negres cavall · h8 negres torre · a7 negres peó · d7 negres cavall · f7 negres peó · g7 negres peó · h7 negres peó · a6 blanques alfil · c6 negres peó · e6 negres peó · b4 blanques peó · d4 blanques peó · f4 blanques alfil · c3 blanques cavall · h3 blanques peó · b2 blanques peó · c2 blanques peó · d2 blanques rei · f2 blanques peó · g2 blanques peó · h1 negres dama | c8 negres rei · d8 negres torre · g8 negres cavall · h8 negres torre · a7 negres peó · d7 negres cavall · f7 negres peó · g7 negres peó · h7 negres peó · a6 blanques alfil · c6 negres peó · e6 negres peó · b4 blanques peó · d4 blanques peó · f4 blanques alfil · c3 blanques cavall · h3 blanques peó · b2 blanques peó · c2 blanques peó · d2 blanques rei · f2 blanques peó · g2 blanques peó · h1 negres dama | c8 negres rei · d8 negres torre · g8 negres cavall · h8 negres torre · a7 negres peó · d7 negres cavall · f7 negres peó · g7 negres peó · h7 negres peó · a6 blanques alfil · c6 negres peó · e6 negres peó · b4 blanques peó · d4 blanques peó · f4 blanques alfil · c3 blanques cavall · h3 blanques peó · b2 blanques peó · c2 blanques peó · d2 blanques rei · f2 blanques peó · g2 blanques peó · h1 negres dama | c8 negres rei · d8 negres torre · g8 negres cavall · h8 negres torre · a7 negres peó · d7 negres cavall · f7 negres peó · g7 negres peó · h7 negres peó · a6 blanques alfil · c6 negres peó · e6 negres peó · b4 blanques peó · d4 blanques peó · f4 blanques alfil · c3 blanques cavall · h3 blanques peó · b2 blanques peó · c2 blanques peó · d2 blanques rei · f2 blanques peó · g2 blanques peó · h1 negres dama | c8 negres rei · d8 negres torre · g8 negres cavall · h8 negres torre · a7 negres peó · d7 negres cavall · f7 negres peó · g7 negres peó · h7 negres peó · a6 blanques alfil · c6 negres peó · e6 negres peó · b4 blanques peó · d4 blanques peó · f4 blanques alfil · c3 blanques cavall · h3 blanques peó · b2 blanques peó · c2 blanques peó · d2 blanques rei · f2 blanques peó · g2 blanques peó · h1 negres dama | c8 negres rei · d8 negres torre · g8 negres cavall · h8 negres torre · a7 negres peó · d7 negres cavall · f7 negres peó · g7 negres peó · h7 negres peó · a6 blanques alfil · c6 negres peó · e6 negres peó · b4 blanques peó · d4 blanques peó · f4 blanques alfil · c3 blanques cavall · h3 blanques peó · b2 blanques peó · c2 blanques peó · d2 blanques rei · f2 blanques peó · g2 blanques peó · h1 negres dama | c8 negres rei · d8 negres torre · g8 negres cavall · h8 negres torre · a7 negres peó · d7 negres cavall · f7 negres peó · g7 negres peó · h7 negres peó · a6 blanques alfil · c6 negres peó · e6 negres peó · b4 blanques peó · d4 blanques peó · f4 blanques alfil · c3 blanques cavall · h3 blanques peó · b2 blanques peó · c2 blanques peó · d2 blanques rei · f2 blanques peó · g2 blanques peó · h1 negres dama | 6 |
| 5 | c8 negres rei · d8 negres torre · g8 negres cavall · h8 negres torre · a7 negres peó · d7 negres cavall · f7 negres peó · g7 negres peó · h7 negres peó · a6 blanques alfil · c6 negres peó · e6 negres peó · b4 blanques peó · d4 blanques peó · f4 blanques alfil · c3 blanques cavall · h3 blanques peó · b2 blanques peó · c2 blanques peó · d2 blanques rei · f2 blanques peó · g2 blanques peó · h1 negres dama | c8 negres rei · d8 negres torre · g8 negres cavall · h8 negres torre · a7 negres peó · d7 negres cavall · f7 negres peó · g7 negres peó · h7 negres peó · a6 blanques alfil · c6 negres peó · e6 negres peó · b4 blanques peó · d4 blanques peó · f4 blanques alfil · c3 blanques cavall · h3 blanques peó · b2 blanques peó · c2 blanques peó · d2 blanques rei · f2 blanques peó · g2 blanques peó · h1 negres dama | c8 negres rei · d8 negres torre · g8 negres cavall · h8 negres torre · a7 negres peó · d7 negres cavall · f7 negres peó · g7 negres peó · h7 negres peó · a6 blanques alfil · c6 negres peó · e6 negres peó · b4 blanques peó · d4 blanques peó · f4 blanques alfil · c3 blanques cavall · h3 blanques peó · b2 blanques peó · c2 blanques peó · d2 blanques rei · f2 blanques peó · g2 blanques peó · h1 negres dama | c8 negres rei · d8 negres torre · g8 negres cavall · h8 negres torre · a7 negres peó · d7 negres cavall · f7 negres peó · g7 negres peó · h7 negres peó · a6 blanques alfil · c6 negres peó · e6 negres peó · b4 blanques peó · d4 blanques peó · f4 blanques alfil · c3 blanques cavall · h3 blanques peó · b2 blanques peó · c2 blanques peó · d2 blanques rei · f2 blanques peó · g2 blanques peó · h1 negres dama | c8 negres rei · d8 negres torre · g8 negres cavall · h8 negres torre · a7 negres peó · d7 negres cavall · f7 negres peó · g7 negres peó · h7 negres peó · a6 blanques alfil · c6 negres peó · e6 negres peó · b4 blanques peó · d4 blanques peó · f4 blanques alfil · c3 blanques cavall · h3 blanques peó · b2 blanques peó · c2 blanques peó · d2 blanques rei · f2 blanques peó · g2 blanques peó · h1 negres dama | c8 negres rei · d8 negres torre · g8 negres cavall · h8 negres torre · a7 negres peó · d7 negres cavall · f7 negres peó · g7 negres peó · h7 negres peó · a6 blanques alfil · c6 negres peó · e6 negres peó · b4 blanques peó · d4 blanques peó · f4 blanques alfil · c3 blanques cavall · h3 blanques peó · b2 blanques peó · c2 blanques peó · d2 blanques rei · f2 blanques peó · g2 blanques peó · h1 negres dama | c8 negres rei · d8 negres torre · g8 negres cavall · h8 negres torre · a7 negres peó · d7 negres cavall · f7 negres peó · g7 negres peó · h7 negres peó · a6 blanques alfil · c6 negres peó · e6 negres peó · b4 blanques peó · d4 blanques peó · f4 blanques alfil · c3 blanques cavall · h3 blanques peó · b2 blanques peó · c2 blanques peó · d2 blanques rei · f2 blanques peó · g2 blanques peó · h1 negres dama | c8 negres rei · d8 negres torre · g8 negres cavall · h8 negres torre · a7 negres peó · d7 negres cavall · f7 negres peó · g7 negres peó · h7 negres peó · a6 blanques alfil · c6 negres peó · e6 negres peó · b4 blanques peó · d4 blanques peó · f4 blanques alfil · c3 blanques cavall · h3 blanques peó · b2 blanques peó · c2 blanques peó · d2 blanques rei · f2 blanques peó · g2 blanques peó · h1 negres dama | 5 |
| 4 | c8 negres rei · d8 negres torre · g8 negres cavall · h8 negres torre · a7 negres peó · d7 negres cavall · f7 negres peó · g7 negres peó · h7 negres peó · a6 blanques alfil · c6 negres peó · e6 negres peó · b4 blanques peó · d4 blanques peó · f4 blanques alfil · c3 blanques cavall · h3 blanques peó · b2 blanques peó · c2 blanques peó · d2 blanques rei · f2 blanques peó · g2 blanques peó · h1 negres dama | c8 negres rei · d8 negres torre · g8 negres cavall · h8 negres torre · a7 negres peó · d7 negres cavall · f7 negres peó · g7 negres peó · h7 negres peó · a6 blanques alfil · c6 negres peó · e6 negres peó · b4 blanques peó · d4 blanques peó · f4 blanques alfil · c3 blanques cavall · h3 blanques peó · b2 blanques peó · c2 blanques peó · d2 blanques rei · f2 blanques peó · g2 blanques peó · h1 negres dama | c8 negres rei · d8 negres torre · g8 negres cavall · h8 negres torre · a7 negres peó · d7 negres cavall · f7 negres peó · g7 negres peó · h7 negres peó · a6 blanques alfil · c6 negres peó · e6 negres peó · b4 blanques peó · d4 blanques peó · f4 blanques alfil · c3 blanques cavall · h3 blanques peó · b2 blanques peó · c2 blanques peó · d2 blanques rei · f2 blanques peó · g2 blanques peó · h1 negres dama | c8 negres rei · d8 negres torre · g8 negres cavall · h8 negres torre · a7 negres peó · d7 negres cavall · f7 negres peó · g7 negres peó · h7 negres peó · a6 blanques alfil · c6 negres peó · e6 negres peó · b4 blanques peó · d4 blanques peó · f4 blanques alfil · c3 blanques cavall · h3 blanques peó · b2 blanques peó · c2 blanques peó · d2 blanques rei · f2 blanques peó · g2 blanques peó · h1 negres dama | c8 negres rei · d8 negres torre · g8 negres cavall · h8 negres torre · a7 negres peó · d7 negres cavall · f7 negres peó · g7 negres peó · h7 negres peó · a6 blanques alfil · c6 negres peó · e6 negres peó · b4 blanques peó · d4 blanques peó · f4 blanques alfil · c3 blanques cavall · h3 blanques peó · b2 blanques peó · c2 blanques peó · d2 blanques rei · f2 blanques peó · g2 blanques peó · h1 negres dama | c8 negres rei · d8 negres torre · g8 negres cavall · h8 negres torre · a7 negres peó · d7 negres cavall · f7 negres peó · g7 negres peó · h7 negres peó · a6 blanques alfil · c6 negres peó · e6 negres peó · b4 blanques peó · d4 blanques peó · f4 blanques alfil · c3 blanques cavall · h3 blanques peó · b2 blanques peó · c2 blanques peó · d2 blanques rei · f2 blanques peó · g2 blanques peó · h1 negres dama | c8 negres rei · d8 negres torre · g8 negres cavall · h8 negres torre · a7 negres peó · d7 negres cavall · f7 negres peó · g7 negres peó · h7 negres peó · a6 blanques alfil · c6 negres peó · e6 negres peó · b4 blanques peó · d4 blanques peó · f4 blanques alfil · c3 blanques cavall · h3 blanques peó · b2 blanques peó · c2 blanques peó · d2 blanques rei · f2 blanques peó · g2 blanques peó · h1 negres dama | c8 negres rei · d8 negres torre · g8 negres cavall · h8 negres torre · a7 negres peó · d7 negres cavall · f7 negres peó · g7 negres peó · h7 negres peó · a6 blanques alfil · c6 negres peó · e6 negres peó · b4 blanques peó · d4 blanques peó · f4 blanques alfil · c3 blanques cavall · h3 blanques peó · b2 blanques peó · c2 blanques peó · d2 blanques rei · f2 blanques peó · g2 blanques peó · h1 negres dama | 4 |
| 3 | c8 negres rei · d8 negres torre · g8 negres cavall · h8 negres torre · a7 negres peó · d7 negres cavall · f7 negres peó · g7 negres peó · h7 negres peó · a6 blanques alfil · c6 negres peó · e6 negres peó · b4 blanques peó · d4 blanques peó · f4 blanques alfil · c3 blanques cavall · h3 blanques peó · b2 blanques peó · c2 blanques peó · d2 blanques rei · f2 blanques peó · g2 blanques peó · h1 negres dama | c8 negres rei · d8 negres torre · g8 negres cavall · h8 negres torre · a7 negres peó · d7 negres cavall · f7 negres peó · g7 negres peó · h7 negres peó · a6 blanques alfil · c6 negres peó · e6 negres peó · b4 blanques peó · d4 blanques peó · f4 blanques alfil · c3 blanques cavall · h3 blanques peó · b2 blanques peó · c2 blanques peó · d2 blanques rei · f2 blanques peó · g2 blanques peó · h1 negres dama | c8 negres rei · d8 negres torre · g8 negres cavall · h8 negres torre · a7 negres peó · d7 negres cavall · f7 negres peó · g7 negres peó · h7 negres peó · a6 blanques alfil · c6 negres peó · e6 negres peó · b4 blanques peó · d4 blanques peó · f4 blanques alfil · c3 blanques cavall · h3 blanques peó · b2 blanques peó · c2 blanques peó · d2 blanques rei · f2 blanques peó · g2 blanques peó · h1 negres dama | c8 negres rei · d8 negres torre · g8 negres cavall · h8 negres torre · a7 negres peó · d7 negres cavall · f7 negres peó · g7 negres peó · h7 negres peó · a6 blanques alfil · c6 negres peó · e6 negres peó · b4 blanques peó · d4 blanques peó · f4 blanques alfil · c3 blanques cavall · h3 blanques peó · b2 blanques peó · c2 blanques peó · d2 blanques rei · f2 blanques peó · g2 blanques peó · h1 negres dama | c8 negres rei · d8 negres torre · g8 negres cavall · h8 negres torre · a7 negres peó · d7 negres cavall · f7 negres peó · g7 negres peó · h7 negres peó · a6 blanques alfil · c6 negres peó · e6 negres peó · b4 blanques peó · d4 blanques peó · f4 blanques alfil · c3 blanques cavall · h3 blanques peó · b2 blanques peó · c2 blanques peó · d2 blanques rei · f2 blanques peó · g2 blanques peó · h1 negres dama | c8 negres rei · d8 negres torre · g8 negres cavall · h8 negres torre · a7 negres peó · d7 negres cavall · f7 negres peó · g7 negres peó · h7 negres peó · a6 blanques alfil · c6 negres peó · e6 negres peó · b4 blanques peó · d4 blanques peó · f4 blanques alfil · c3 blanques cavall · h3 blanques peó · b2 blanques peó · c2 blanques peó · d2 blanques rei · f2 blanques peó · g2 blanques peó · h1 negres dama | c8 negres rei · d8 negres torre · g8 negres cavall · h8 negres torre · a7 negres peó · d7 negres cavall · f7 negres peó · g7 negres peó · h7 negres peó · a6 blanques alfil · c6 negres peó · e6 negres peó · b4 blanques peó · d4 blanques peó · f4 blanques alfil · c3 blanques cavall · h3 blanques peó · b2 blanques peó · c2 blanques peó · d2 blanques rei · f2 blanques peó · g2 blanques peó · h1 negres dama | c8 negres rei · d8 negres torre · g8 negres cavall · h8 negres torre · a7 negres peó · d7 negres cavall · f7 negres peó · g7 negres peó · h7 negres peó · a6 blanques alfil · c6 negres peó · e6 negres peó · b4 blanques peó · d4 blanques peó · f4 blanques alfil · c3 blanques cavall · h3 blanques peó · b2 blanques peó · c2 blanques peó · d2 blanques rei · f2 blanques peó · g2 blanques peó · h1 negres dama | 3 |
| 2 | c8 negres rei · d8 negres torre · g8 negres cavall · h8 negres torre · a7 negres peó · d7 negres cavall · f7 negres peó · g7 negres peó · h7 negres peó · a6 blanques alfil · c6 negres peó · e6 negres peó · b4 blanques peó · d4 blanques peó · f4 blanques alfil · c3 blanques cavall · h3 blanques peó · b2 blanques peó · c2 blanques peó · d2 blanques rei · f2 blanques peó · g2 blanques peó · h1 negres dama | c8 negres rei · d8 negres torre · g8 negres cavall · h8 negres torre · a7 negres peó · d7 negres cavall · f7 negres peó · g7 negres peó · h7 negres peó · a6 blanques alfil · c6 negres peó · e6 negres peó · b4 blanques peó · d4 blanques peó · f4 blanques alfil · c3 blanques cavall · h3 blanques peó · b2 blanques peó · c2 blanques peó · d2 blanques rei · f2 blanques peó · g2 blanques peó · h1 negres dama | c8 negres rei · d8 negres torre · g8 negres cavall · h8 negres torre · a7 negres peó · d7 negres cavall · f7 negres peó · g7 negres peó · h7 negres peó · a6 blanques alfil · c6 negres peó · e6 negres peó · b4 blanques peó · d4 blanques peó · f4 blanques alfil · c3 blanques cavall · h3 blanques peó · b2 blanques peó · c2 blanques peó · d2 blanques rei · f2 blanques peó · g2 blanques peó · h1 negres dama | c8 negres rei · d8 negres torre · g8 negres cavall · h8 negres torre · a7 negres peó · d7 negres cavall · f7 negres peó · g7 negres peó · h7 negres peó · a6 blanques alfil · c6 negres peó · e6 negres peó · b4 blanques peó · d4 blanques peó · f4 blanques alfil · c3 blanques cavall · h3 blanques peó · b2 blanques peó · c2 blanques peó · d2 blanques rei · f2 blanques peó · g2 blanques peó · h1 negres dama | c8 negres rei · d8 negres torre · g8 negres cavall · h8 negres torre · a7 negres peó · d7 negres cavall · f7 negres peó · g7 negres peó · h7 negres peó · a6 blanques alfil · c6 negres peó · e6 negres peó · b4 blanques peó · d4 blanques peó · f4 blanques alfil · c3 blanques cavall · h3 blanques peó · b2 blanques peó · c2 blanques peó · d2 blanques rei · f2 blanques peó · g2 blanques peó · h1 negres dama | c8 negres rei · d8 negres torre · g8 negres cavall · h8 negres torre · a7 negres peó · d7 negres cavall · f7 negres peó · g7 negres peó · h7 negres peó · a6 blanques alfil · c6 negres peó · e6 negres peó · b4 blanques peó · d4 blanques peó · f4 blanques alfil · c3 blanques cavall · h3 blanques peó · b2 blanques peó · c2 blanques peó · d2 blanques rei · f2 blanques peó · g2 blanques peó · h1 negres dama | c8 negres rei · d8 negres torre · g8 negres cavall · h8 negres torre · a7 negres peó · d7 negres cavall · f7 negres peó · g7 negres peó · h7 negres peó · a6 blanques alfil · c6 negres peó · e6 negres peó · b4 blanques peó · d4 blanques peó · f4 blanques alfil · c3 blanques cavall · h3 blanques peó · b2 blanques peó · c2 blanques peó · d2 blanques rei · f2 blanques peó · g2 blanques peó · h1 negres dama | c8 negres rei · d8 negres torre · g8 negres cavall · h8 negres torre · a7 negres peó · d7 negres cavall · f7 negres peó · g7 negres peó · h7 negres peó · a6 blanques alfil · c6 negres peó · e6 negres peó · b4 blanques peó · d4 blanques peó · f4 blanques alfil · c3 blanques cavall · h3 blanques peó · b2 blanques peó · c2 blanques peó · d2 blanques rei · f2 blanques peó · g2 blanques peó · h1 negres dama | 2 |
| 1 | c8 negres rei · d8 negres torre · g8 negres cavall · h8 negres torre · a7 negres peó · d7 negres cavall · f7 negres peó · g7 negres peó · h7 negres peó · a6 blanques alfil · c6 negres peó · e6 negres peó · b4 blanques peó · d4 blanques peó · f4 blanques alfil · c3 blanques cavall · h3 blanques peó · b2 blanques peó · c2 blanques peó · d2 blanques rei · f2 blanques peó · g2 blanques peó · h1 negres dama | c8 negres rei · d8 negres torre · g8 negres cavall · h8 negres torre · a7 negres peó · d7 negres cavall · f7 negres peó · g7 negres peó · h7 negres peó · a6 blanques alfil · c6 negres peó · e6 negres peó · b4 blanques peó · d4 blanques peó · f4 blanques alfil · c3 blanques cavall · h3 blanques peó · b2 blanques peó · c2 blanques peó · d2 blanques rei · f2 blanques peó · g2 blanques peó · h1 negres dama | c8 negres rei · d8 negres torre · g8 negres cavall · h8 negres torre · a7 negres peó · d7 negres cavall · f7 negres peó · g7 negres peó · h7 negres peó · a6 blanques alfil · c6 negres peó · e6 negres peó · b4 blanques peó · d4 blanques peó · f4 blanques alfil · c3 blanques cavall · h3 blanques peó · b2 blanques peó · c2 blanques peó · d2 blanques rei · f2 blanques peó · g2 blanques peó · h1 negres dama | c8 negres rei · d8 negres torre · g8 negres cavall · h8 negres torre · a7 negres peó · d7 negres cavall · f7 negres peó · g7 negres peó · h7 negres peó · a6 blanques alfil · c6 negres peó · e6 negres peó · b4 blanques peó · d4 blanques peó · f4 blanques alfil · c3 blanques cavall · h3 blanques peó · b2 blanques peó · c2 blanques peó · d2 blanques rei · f2 blanques peó · g2 blanques peó · h1 negres dama | c8 negres rei · d8 negres torre · g8 negres cavall · h8 negres torre · a7 negres peó · d7 negres cavall · f7 negres peó · g7 negres peó · h7 negres peó · a6 blanques alfil · c6 negres peó · e6 negres peó · b4 blanques peó · d4 blanques peó · f4 blanques alfil · c3 blanques cavall · h3 blanques peó · b2 blanques peó · c2 blanques peó · d2 blanques rei · f2 blanques peó · g2 blanques peó · h1 negres dama | c8 negres rei · d8 negres torre · g8 negres cavall · h8 negres torre · a7 negres peó · d7 negres cavall · f7 negres peó · g7 negres peó · h7 negres peó · a6 blanques alfil · c6 negres peó · e6 negres peó · b4 blanques peó · d4 blanques peó · f4 blanques alfil · c3 blanques cavall · h3 blanques peó · b2 blanques peó · c2 blanques peó · d2 blanques rei · f2 blanques peó · g2 blanques peó · h1 negres dama | c8 negres rei · d8 negres torre · g8 negres cavall · h8 negres torre · a7 negres peó · d7 negres cavall · f7 negres peó · g7 negres peó · h7 negres peó · a6 blanques alfil · c6 negres peó · e6 negres peó · b4 blanques peó · d4 blanques peó · f4 blanques alfil · c3 blanques cavall · h3 blanques peó · b2 blanques peó · c2 blanques peó · d2 blanques rei · f2 blanques peó · g2 blanques peó · h1 negres dama | c8 negres rei · d8 negres torre · g8 negres cavall · h8 negres torre · a7 negres peó · d7 negres cavall · f7 negres peó · g7 negres peó · h7 negres peó · a6 blanques alfil · c6 negres peó · e6 negres peó · b4 blanques peó · d4 blanques peó · f4 blanques alfil · c3 blanques cavall · h3 blanques peó · b2 blanques peó · c2 blanques peó · d2 blanques rei · f2 blanques peó · g2 blanques peó · h1 negres dama | 1 |
|   | a | b | c | d | e | f | g | h |   |